# Brignoliella scrobiculata
Brignoliella scrobiculata là một loài nhện trong họ Tetrablemmidae.
Loài này thuộc chi Brignoliella. Brignoliella scrobiculata được Eugène Simon miêu tả năm 1893.